# トヨタ・137E
トヨタ・137Eは、トヨタ自動車がレース用に作成したガソリンエンジン。3Kをベースにヤマハ発動機が開発したDOHC16バルブシリンダーヘッドを搭載したスペシャルエンジン。プランジャーポンプ式インジェクションやスライド式4連独立スロットルバルブを装備していた。

## 概要
1974年（昭和49年）からマイナーツーリングカーレースで優勝する目的で作製し、1,300 ccクラスの車両に搭載していた。搭載していた車両はトヨタ・スターレット (KP47) 。レストアされ、動態保存されている車両がある。もともと3Kは1,200 ccだが、137Eは4ミリボアを広げ、1,300 ccへと排気量を増加させていた。このエンジンは、当時レギュレーションで年間50機製作し届け出れば認められた、エボリューション品である。

## スペック
- 形式：137E (3K-R)
- 排気量：1.3L (1,296cc)
- カムシャフトの位置及びバルブ数：DOHC 16バルブ
- ボア×ストローク：79.0×66.0 mm
- オイル循環方式：ドライサンプ
- 燃料供給方式：プランジャーポンプ式インジェクション（日本電装製）
- スロットバルブ：4連独立スライド方式
- 最高許容回転数：10,000 - 10,500 rpm（常用域：8,500 - 9,500 rpm）
- 最高出力：180馬力